# Nordleda
Nordleda község Németországban, Alsó-Szászországban, a Cuxhaveni járásban. Lakosainak száma 1004 fő (2023. december 31.).

## Földrajza
Nordleda Cuxhaven és Neuenkirchen községekkel határos.